# Distretto di Ankazobe
Il distretto di Ankazobe è un distretto del Madagascar situato nella regione di Analamanga. Ha per capoluogo la città di Ankazobe.
La popolazione del distretto è di 143 592 abitanti (censimento 2011).